# Wadi al-Far'a (rivière)
Ne doit pas être confondu avec Wadi al-Far'a.
Wadi al-Far'a (arabe : وادي الفارعه ) est un cours d'eau du nord de la Cisjordanie, territoire palestinien occupé, et un affluent du Jourdain. Il se jette dans le Jourdain au sud du pont Damia  C'est le plus grand cours d'eau de Cisjordanie. Wadi al-Far'a prend sa source en Cisjordanie derrière Naplouse, traverse une zone accidentée de la Cisjordanie et, vers l'est, la vallée du Jourdain, en passant par le village palestinien de Wadi al-Far'a.
En théorie, Wadi al Far’a n’est pas un fleuve transfrontalier puisqu’il coule « entièrement à l’intérieur des frontières politiques de la Cisjordanie ». Toutefois, 6 millions de mètres cubes par an sont «captés par des sources israéliennes à l’intérieur de la zone militaire fermée par les « réservoirs de Tirzah » (le fleuve est appelé en hébreu Nahal Tirzat).

## Description
Le Wadi el-Far'a est long de 20 km. Il présente un dénivelé de près de 1 200 mètres : il monte jusqu'à 900 m au-dessus du niveau de la mer et descend à 300 m au-dessous du niveau de la mer.
La vallée qu'il a contribué à creuser est très fertile. Il est «une des principales sources d'eau douce du peuple palestinien». Le bassin hydrographique de Wadi al-Far'a est de 336.9 km2 ; à titre de comparaison dans la région de Jéricho celui de Wadi Auja est de 291.4 km2, et celui de Wadi Hahal Milah, de 276 km2.
Wadi al-Far'a souffre de problèmes de surexploitation qui l'épuisent, et de pollution en raison de la très forte densité de population sur les territoires qu'il traverse. Les sources Ein Miske et Ein Far’a ont commencé à se tarir pour la première en 1995 et pour la deuxième en 2005.
Il est constitué par les eaux de deux groupes distincts de sources; les sources Beïdan et les sources Fariya. Wadi al-Far'a les rejoint à différents niveaux par les cours d'eau E-Dileb, Tzoubian, Trouban, Abou-Tzaliah, Miska et Shibli.
Le climat de la région permet la pousse, aux abords de Wadi al-Far'a, du bétoum, du jujubier de Berbérie, de l'iris, du laurier rose, de la canne de Provence, du roseau commun, du souchet, de l'herbe de saint Roch, du lythrum, de la menthe sylvestre et de la véronique mouron d'eau.
Le cours de Wadi al-Far'a est bordé par 43 moulins à eau, dont 30 sont concentrés dans la partie haute de Wadi al-Fara.

## Dans l'histoire humaine
(février 2025).
Si vous disposez d'ouvrages ou d'articles de référence ou si vous connaissez des sites web de qualité traitant du thème abordé ici, merci de compléter l'article en donnant les références utiles à sa vérifiabilité et en les liant à la section « Notes et références ».
Du fait de la profusion de sources d'eau dans les environs de Wadi al-Far'a, les hommes s'y installent dès le Néolithique.
La vallée de Wadi al-Far'a ayant progressivement tracé une voie naturelle, une fois aménagée, cette dernière fut empruntée par les différentes civilisations qui se sont succédé dans le pays.
Elle est identifiée avec le biblique "chemin de l'arrivée du soleil" (Deutéronome 11/30). C'est cette route qu'emprunte Alexandre le Grand en 332 av. J.-C. lorsque ce dernier vient renforcer les frontières de son royaume. En 92 av. J.-C., Alexandre Jannée construit le fort Alexandrion, non loin des sources de Tirtza. Le lieu est de nouveau mentionné dans le livre de Flavius Josèphe, la "Guerre des Juifs", alors qu'il sert de cadre au passage de l'armée de Vespasien, en 68 ap. J.-C. L'importance de ce lieu de passage est confirmée par la présence de nombreuses bornes de l'époque romaine.[réf. nécessaire]
En 1266, la vallée du Tirtza reste le principal axe emprunté par le sultan mamelouk, ennemi des Croisés, Baybars, qui tente alors de réunir ses forces armées, installées des deux côtés du Jourdain.[réf. nécessaire]
De même, durant les derniers mois de la Première Guerre mondiale, les armées turque et allemande subissent sur ces mêmes lieux une fatidique défaite face aux Anglais, après que ces derniers tentèrent à plusieurs reprises d'en paralyser l'accès.[réf. nécessaire]
La vallée de Tirtza est encore traversée par les armées arabes, en 1948.[réf. nécessaire]
Les terres que traverse le cours d'eau sont partagées entre l'État d'Israël et les villages de Talouza, Beït-Djan et Tamoun situé au Sud de Hamra.[réf. nécessaire]
Deux stations d'extraction d'eau ont été aménagées le long d pour produire de l'eau potable.[réf. nécessaire]